# 本江邦夫
本江 邦夫（もとえ くにお、1948年9月25日 - 2019年6月3日）は、日本の美術史学者、多摩美術大学名誉教授、多摩美術大学美術館館長、美術愛住館館長。元府中市美術館館長。

## 来歴
愛媛県松山市生まれ。東京で小学校入学、中学2年の夏まで札幌と小樽で過ごす。
1973年東京大学文学部美術史学科卒業。1976年東京大学大学院人文科学研究科修士課程西洋美術史専攻修了。同年秋より東京国立近代美術館勤務。1986年同主任研究員、1992年同企画・資料課長、1994年同美術課長（～98年）。
1981年マチス、1983年ピカソ、1987年ゴーギャン、1989年ルドン、1994年木村忠太などの回顧展を手がける一方、1984年「メタファーとシンボル」、1990年手塚治虫、1992年「形象のはざまに」、1993年黒田アキ、1995年辰野登恵子などの現代的な企画に関与。
1998年多摩美術大学共通教育学科教授。2001年～2009年府中市美術館館長を兼任。2006年多摩美術大学大学院美術研究科長、2011学校法人多摩美術大学理事、2019年多摩美術大学名誉教授、多摩美術大学美術館長。
2004年『オディロン・ルドン』で芸術選奨新人賞受賞。
2019年6月3日19時30分、心筋梗塞のため、東京都内の病院で死去。70歳没。

## 著書
- 『○△□の美しさって何? 20世紀美術の発見』ポプラ社 1991 「中・高校生のための現代美術入門」平凡社ライブラリー
- 『絵画の行方』スカイドア 1999
- 『オディロン・ルドン 光を孕む種子』みすず書房 2003
- 『現代日本絵画』みすず書房 2006

### 共編著
- 『世界の素描 22 ルドン』 講談社 1978
- 『名画と出会う美術館 第4巻 20世紀の巨匠たち』 小学館 1992

### 翻訳
- Alfred Werner『スーチン」解説 美術出版社 1978
- Hubert Schrade『ドイツ・ロマン派』  美術出版社 1980
- ロズリーヌ・バクー『オディロン・ルドン』美術出版社 1988
- コンスタンス・ノーベル=ライザー『クレー』岩波書店(岩波世界の巨匠)　1992